# Лупша де Жос (Мехединци)
Лупша де Жос (рум. Lupșa de Jos) насеље је у Румунији у округу Мехединци у општини Броштени. Oпштина се налази на надморској висини од 199 m.

## Становништво
Према подацима из 2002. године у насељу је живело 616 становника, од којих су сви румунске националности.